# Brillion (Wisconsin)
Brillion – miasto w Stanach Zjednoczonych, w stanie Wisconsin, w hrabstwie Calumet.